# Geolycosa pikei
Geolycosa pikei là một loài nhện trong họ Lycosidae.
Loài này thuộc chi Geolycosa. Geolycosa pikei được Marx miêu tả năm 1881.
Loài này có màu sắc có thể hòa vào cát, nơi chúng đào hang trú ẩn. Loài nhện này có thể chữa lành vết thương nhanh chóng.
Loài nhện này có màu xám cát đến nâu với các vệt đen. Con cái có chiều dài 18–22 mm và con đực dài khoảng 14 mm. Do màu sắc, thật khó để nhìn thấy con nhện trên cát cho đến khi nó bắt đầu di chuyển. Chúng săn mồi vào lúc hoàng hôn bằng cách chạy nhanh trên cát để làm mồi cho côn trùng. 